# В'єнн

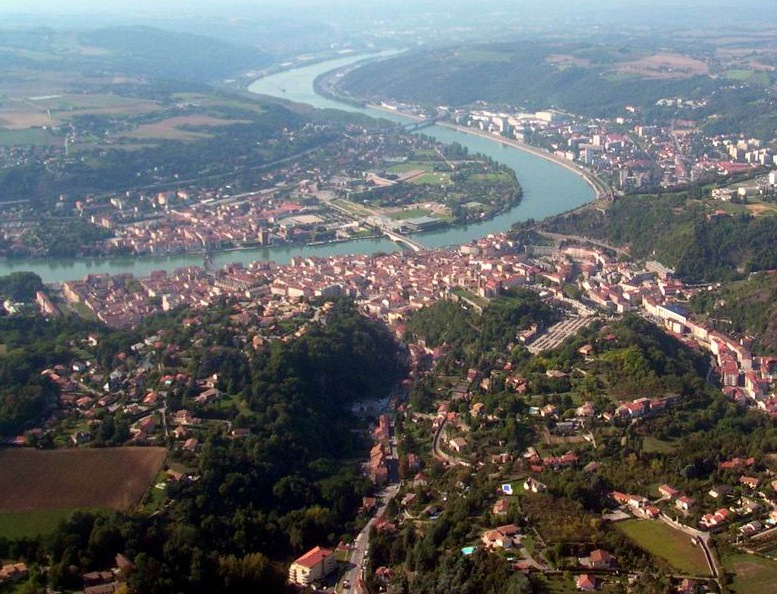

В'єнн (фр. Vienne) — місто та муніципалітет у Франції, у регіоні Овернь-Рона-Альпи, департамент Ізер. Населення — 31 051 особа (01.01.2021).
Муніципалітет розташований на відстані близько 420 км на південний схід від Парижа, 27 км на південь від Ліона, 80 км на північний захід від Гренобля.

## Історія
В середні віки В'єнн був центром однойменного графства. За Верденським договором 843 року територія майбутнього графства опинилася у складі так званого Серединного королівства, що дістався імператору Франкської імперії Лотарю I. У 844 році Лотар призначив графом В'єнна і герцогом Ліона свого пфальц-графа Жерара II Паризького.
В 871 році Карл Лисий передав В'єнн і Ліон своєму швагру Бозону. Бозон В'єнський до 879 року майже цілком зосередив володіння в долинах річок Рони і Сони (Прованс, графства В'єнн, Ліон, Макон, Шалон і Отен), ставши наймогутнішим феодалом в Провансі.

## Демографія
Динаміка населення (Cassini і INSEE ):
Розподіл населення за віком та статтю (2006):
| Стать | Всього | До 15 років | 15-24 | 25-44 | 45-64 | 65-85 | Понад 85 |
| --- | ------ | ----------- | ----- | ----- | ----- | ----- | -------- |
| Чоловіки | 14 174 | 2910        | 2024  | 4104  | 3164  | 1770  | 202      |
| Жінки | 15 896 | 2468        | 2172  | 4264  | 3631  | 2774  | 587      |
| \| Статево-вікова піраміда \| Статево-вікова піраміда \| Статево-вікова піраміда \| \| ----------------------- \| ----------------------- \| ----------------------- \| \| Чоловіки \| Вік \| Жінки \| \| 202 \| 85 + \| 587 \| \| 320 \| 80-84 \| 625 \| \| 470 \| 75-79 \| 834 \| \| 434 \| 70-74 \| 750 \| \| 546 \| 65-69 \| 565 \| \| 639 \| 60-64 \| 698 \| \| 899 \| 55-59 \| 1003 \| \| 905 \| 50-54 \| 968 \| \| 721 \| 45-49 \| 962 \| \| 862 \| 40-44 \| 979 \| \| 999 \| 35-39 \| 1123 \| \| 1120 \| 30-34 \| 1064 \| \| 1123 \| 25-29 \| 1098 \| \| 943 \| 20-24 \| 1156 \| \| 1081 \| 15-20 \| 1016 \| \| 910 \| 10-14 \| 825 \| \| 909 \| 5-9 \| 793 \| \| 1091 \| 0-4 \| 850 \| |        |             |       |       |       |       |          |
| Статево-вікова піраміда |        |             |       |       |       |       |          |
| Чоловіки | Вік    | Жінки       |       |       |       |       |          |
| 202 | 85 +   | 587         |       |       |       |       |          |
| 320 | 80-84  | 625         |       |       |       |       |          |
| 470 | 75-79  | 834         |       |       |       |       |          |
| 434 | 70-74  | 750         |       |       |       |       |          |
| 546 | 65-69  | 565         |       |       |       |       |          |
| 639 | 60-64  | 698         |       |       |       |       |          |
| 899 | 55-59  | 1003        |       |       |       |       |          |
| 905 | 50-54  | 968         |       |       |       |       |          |
| 721 | 45-49  | 962         |       |       |       |       |          |
| 862 | 40-44  | 979         |       |       |       |       |          |
| 999 | 35-39  | 1123        |       |       |       |       |          |
| 1120 | 30-34  | 1064        |       |       |       |       |          |
| 1123 | 25-29  | 1098        |       |       |       |       |          |
| 943 | 20-24  | 1156        |       |       |       |       |          |
| 1081 | 15-20  | 1016        |       |       |       |       |          |
| 910 | 10-14  | 825         |       |       |       |       |          |
| 909 | 5-9    | 793         |       |       |       |       |          |
| 1091 | 0-4    | 850         |       |       |       |       |          |

## Економіка
2010 року серед 18 667 осіб працездатного віку (15—64 років) 13 515 були активними, 5152 — неактивними (показник активності 72,4%, у 1999 році було 69,7%). З 13 515 активних мешканців працювало 11 430 осіб (6050 чоловіків та 5380 жінок), безробітними було 2085 (1002 чоловіки та 1083 жінки). Серед 5152 неактивних 1730 осіб було учнями чи студентами, 1441 — пенсіонерами, 1981 була неактивною з інших причин.

У 2010 році в муніципалітеті налічувалося 13797 оподаткованих домогосподарств, у яких проживали 30054,0 особи, медіана доходів становила 17 045 євро на одну особу.

## Персоналії
- Алцим Екдіцій Авіт — католицький святий, церковний діяч, архієпископ В'єннський, латинський поет.